# Pythiaceae
Pythiaceae J. Schröt – rodzina organizmów zaliczanych do królestwa chromistów (Chromista). Są wśród nich zarówno saprotrofy, jak i pasożyty. Występują w glebie, czasami nawet w wodzie (grzyby wodne).

## Systematyka
Pozycja w klasyfikacji według Index Fungorum
Peronosporales, Peronosporidae, Peronosporea, Incertae sedis, Oomycota, Chromista.
Rodzaje
Według aktualizowanej klasyfikacji Index Fungorum bazującej na Dictionary of the Fungi do rodziny tej należą rodzaje:
- Aquaperonospora W.H. Ko 2010
- Cystosiphon Roze & Cornu 1869
- Diasporangium Höhnk 1936
- Elongisporangium Uzuhashi, Tojo & Kakish. 2010
- Globisporangium Uzuhashi, Tojo & Kakish. 2010
- Lagenidium Schenk 1857
- Lucidium Lohde 1874
- Myzocytium Schenk 1858
- Paralagenidium Grooters, C.F.J. Spies, de Cock & Lévesque 2013
- Phytopythium Abad, De Cock, Bala, Robideau, A.M. Lodhi & Lévesque 2010
- Pilasporangium Uzuhashi, Tojo & Kakish. 2010
- Pythium Pringsh. 1858
- Salilagenidium M.W. Dick ex Redhead & P.M. Kirk 2016
- Trachysphaera Tabor & Bunting 1923

Nazwy naukowe na podstawie Index Fungorum.